# Víctor Fuenmayor
Víctor Fuenmayor, nacido como Víctor Raúl Fuenmayor Ruiz (Maracaibo,  3 de enero de 1940) es un crítico literario, escritor, docente y bailarín venezolano. Ganó una mención honorífica en el Concurso de Cuentos Guillermo Meneses (1978) y la Bienal José Antonio Ramos Sucre de 1986 con su poemario Libro, mi cuerpo. Es miembro fundador y Presidente Honorario de la Asociación Venezolana de Semiótica. Fundó y presidió la Asociación Venezolana de Semiología. Ha recibido distintos reconocimientos por su carrera, como Caballero de la Orden de las Artes y las Letras de Francia (2007).

## Biografía
Nació en la parroquia Santa Lucía, ubicada en Maracaibo, en el año 1940. Sus padres fueron Luz María “Malú” Ruíz Reyes de Fuenmayor, una artista local, y Luis Guillermo Fuenmayor, comerciante. Estudió el bachillerato en el Instituto Venezuela y en el Liceo Baralt, graduándose como Bachiller en Humanidades. Cursó en simultáneo las carreras de Derecho y Letras en la Universidad del Zulia hasta su graduación, en el año 1963. Formó parte del grupo de vanguardia «40 grados bajo la sombra», que estuvo en actividad durante los primeros años de la década de los sesenta. Realizó el doctorado de Semiología en la Universidad de París VII entre 1963 y 1967. Posteriormente fue Auditor Libre en la Escuela Práctica de Altos Estudios (EPHE), donde participó en los cursos de Roland Barthes, Lucien Goldmann y Pierre Francastel.  A su vez, realizó estudios de Danza contemporánea en la Escuela de Expresión Primitiva de Christiane de Rougemont. También estudió danza con Elsa Wolliaston y Herns Duplan. Participó en espectáculos del grupo Ballet Teatro de Sardono Kusumo y en la filmación de «Poussieres et lumieres en Chaillot».

## Carrera profesional
Para Finol y de Nery, Fuenmayor formó parte de la primera generación de semiólogos venezolanos, Fuenmayor fue docente en las Escuelas de Letras, Comunicación Social y Arquitectura y Diseño de la Universidad del Zulia. Fundó el Taller de Expresión Primitiva que  tuvo la intención de integrar la música, teatro y danza.En los talleres, participaron distintos bailarines venezolanos, como Denise Morales y Jorge Esteva. Fue presidente fundador de la Asociación Venezolana de Semiótica (AVS) y es miembro de la Asociación Internacional de Críticos de Arte (AICA).
En 1986, ganó la Bienal José Antonio Ramos Sucre con su poemario Libro, mi cuerpo. En 1998, publicó su tesis doctoral sobre la obra de Horacio Quiroga. En 1999, publicó El cuerpo de la obra. Ha escrito dos novelas, Zonambularia (1978) y ¿Qué tengo yo contigo? (1988).
Sus investigaciones se centran en el estudio del cuerpo dentro del arte y la literatura. El interés de sus investigaciones está en la incorporación de técnicas escénicas a las artes plásticas. A su vez, ha estudiado la técnica en la obra de arte y sus efectos en el cuerpo.   
Actualmente, se desempeña como asesor de la revista científica Perspectiva, publicada por la Universidad del Zulia. Fuenmayor realiza reseñas críticas a trabajos de autores contemporáneos y organiza talleres de danza y teatro. Es presidente honorario de la Asociación Venezolana de Semiótica.

## Investigaciones

#### El cuerpo y las artes
Las investigaciones de Fuenmayor  se centran en el proceso de creación artística. En principio, el artista crea sus obras con base en el cuerpo y la corporeidad. Para Fuenmayor, el cuerpo constituye las experiencias individuales del artista, mientras que la corporeidad son las experiencias colectivas. Por tanto, cada artista se vale de las relaciones con los otros para la creación de su obra. La propuesta de Fuenmayor se basa en el estudio interdisciplinario del arte. Las investigaciones del autor parten de las teorías de Roland Barthes y Julia Kristeva.
En su libro El cuerpo de la obra, el autor propone que el artista crea en base a su propia experiencia y la cultura en la que se educa. Por tanto, Fuenmayor propone que la creación artística es una actividad que involucra todos los sentidos del artista. Por otra parte, el artista  depende de la técnica y la memoria para crear su propia obra. El cuerpo antecede a la comunicación verbal.

#### El cuerpo y la educación
Para Fuenmayor, las instituciones educativas afectan la forma en la que se percibe el cuerpo en el arte. Fuenmayor crítica al sistema educativo occidental, debido a que no se adapta a la cultura de cada nación y relega el cuerpo a un segundo plano. Fuenmayor considera que la educación debe incluir al individuo. El intercambio cultural es otro factor que contribuye al conocimiento del cuerpo.

## Obras reconocidas
- Materia, cripta y lectura de Horacio Quiroga (1998, Universidad del Zulia, Vicerrectorado Académico). Tesis publicada.[26]
- Libro, mi cuerpo. Poemario ganador de la Bienal José Antonio Ramos Sucre, mención poesía, 1986
- El cuerpo de la obra. Publicado en el año 1999.
- «Ser música, ser cuerpo. La didáctica del ser creativo» (2008). Coescrito con Fanny Luckert
- «Beber de la sombra, poesía reunida 1986-2017» (2018)

## Reconocimientos
- Mención Honorífica del Concurso de Novela Guillermo Meneses de la Dirección de Cultura de la Universidad Central de Venezuela (1978)[15]
- Premio Bienal de Literatura José Antonio Ramos Sucre, Mención Poesía (1986)[15]
- Caballero de la Orden de las Artes y las Letras de Francia (2007)[27]
- Premio Especial de la Crítica 2020 (otorgado por el AICA)[28]